# Station Champagne-sur-Oise
Station Champagne-sur-Oise is een spoorwegstation aan de spoorlijn Pierrelaye - Creil. Het ligt in de Franse gemeente Champagne-sur-Oise in het departement Val-d'Oise (Île-de-France).

## Ligging
Het station ligt op kilometerpunt 42,963 van de spoorlijn Pierrelaye - Creil.

## Diensten
Het station wordt aangedaan door verschillende treinen van Transilien lijn H:
- Tussen Paris-Nord en Persan - Beaumont, via Ermont - Eaubonne
- Tussen Pontoise, Persan - Beaumont en Creil

## Vorige en volgende stations
| Richting                   | Vorig station     | Lijn    | Volgend station       | Richting   |
| -------------------------- | ----------------- | ------- | --------------------- | ---------- |
| Persan - Beaumont          | Persan - Beaumont | Trans H | L'Isle-Adam - Parmain | Paris-Nord |
| Creil of Persan - Beaumont | Persan - Beaumont | Trans H | L'Isle-Adam - Parmain | Pontoise   |